# Reefer Madness (téléfilm)
Pour le film de 1936, voir Reefer Madness.
Pour plus de détails, voir Fiche technique et Distribution.
Reefer Madness (Reefer Madness: The Movie Musical) est un téléfilm musical américain réalisé par Andy Fickman, diffusé en  2005 sur Showtime.

## Synopsis
1936. Une petite bourgade des États-Unis. Des parents d'élèves sont réunis dans une école pour une projection dont ils ignorent tout. Le but de cette séance : les alerter sur un nouveau fléau qui menace leurs chères têtes blondes. Un fléau présenté comme bien plus dangereux et pervers que toute autre drogue et qui a pour nom : le cannabis.
Devant le caractère outrancier et alarmiste du film, les parents d'élèves sont choqués et de plus en plus inquiets. D'autant plus que le film, projeté par un conférencier en croisade, leur présente deux enfants qui pourraient bien être les leurs.
Jimmy Harper et Mary Lane, deux élèves bien élevés et propres sur eux. C'est d'abord Jimmy qui va sombrer en devenant totalement obnubilé par la fameuse plante...

## Fiche technique
- Titre : Reefer Madness
- Titre original : Reefer Madness: The Movie Musical
- Réalisation : Andy Fickman
- Scénario : Kevin Murphy et Dan Studney
- Production : Andy Fickman, Jan Körbelin, Kevin Murphy, Dan Studney et James Veres
- Musique : Dan Studney, Kevin Murphy, David Manning et Nathan Wang
- Photographie : Jan Kiesser
- Montage : Jeff Freeman
- Décors : David Fischer
- Costumes : Maya Mani
- Pays d'origine : États-Unis
- Format : Couleurs - 1,78:1 - Dolby Digital - 35 mm
- Genre : Film musical, comédie
- Durée : 109 minutes
- Dates de sortie : janvier 2005 (festival de Sundance), 16 avril 2005 (États-Unis), 1er mars 2006 (France)

## Distribution
- Kristen Bell : Mary Lane
- Christian Campbell : Jimmy Harper
- Neve Campbell : Mlle Pavot
- Alan Cumming : le présentateur / l'homme-bouc / Theodore Roosevelt
- Ana Gasteyer : Mae Coleman
- John Kassir : Ralph Wiley / Oncle Sam
- Amy Spanger : Sally DeBains / la statue de la Liberté
- Robert Torti : Jésus
- Steven Weber : Jack Stone / George Washington
- Kevin McNulty : Mayor Harris MacDonald
- Stephen J.M. Sisk : Blumsack, le projectionniste
- Stephen E. Miller : Mr Paul Kochinski
- Robert Clarke : Poindexter Short, le principal
- Ruth Nichol : Mme Roxanne MacDonald
- Lynda Boyd : Mme Deirdre Greevey
- Christine Lakin : Jeanne d'Arc

## Autour du film
- Le tournage a débuté en avril 2004 et s'est déroulé à Vancouver.

- Le film est une adaptation de la comédie musicale homonyme (en) ayant remporté un certain succès à Los Angeles puis off-Broadway à la fin des années 1990 et elle-même inspirée de Tell your children, film de propagande anti-marijuana et non musical réalisé par Louis J. Gasnier en 1936.

- Les comédiens Kristen Bell, Christian Campbell et John Kassir reprennent les rôles qu'ils tenaient sur scène, tandis que Robert Torti, qui en interprétait plusieurs, se contente ici du rôle de Jésus.

- Le lycée est nommé d'après Harry J. Anslinger, le premier commissaire du bureau fédéral américain des narcotiques (1932), connu comme étant le père de la lutte anti-drogue.

## Récompenses
- Prix Première et nomination au Grand Prix Spécial, lors du Festival du cinéma américain de Deauville 2005.
- Emmy Award de la meilleure chanson (Dan Studney et Kevin Murphy pour Mary Jane / Mary Lane) et nomination à l'Emmy Award des meilleures chorégraphies (Mary Ann Kellogg) et meilleurs maquillages (Victoria Down et Joann Fowler) en 2005.
- Prix du meilleur téléfilm et de la meilleure actrice dans un téléfilm pour Kristen Bell, lors des Satellite Awards 2005.